# Spanje op het Eurovisiesongfestival 2024

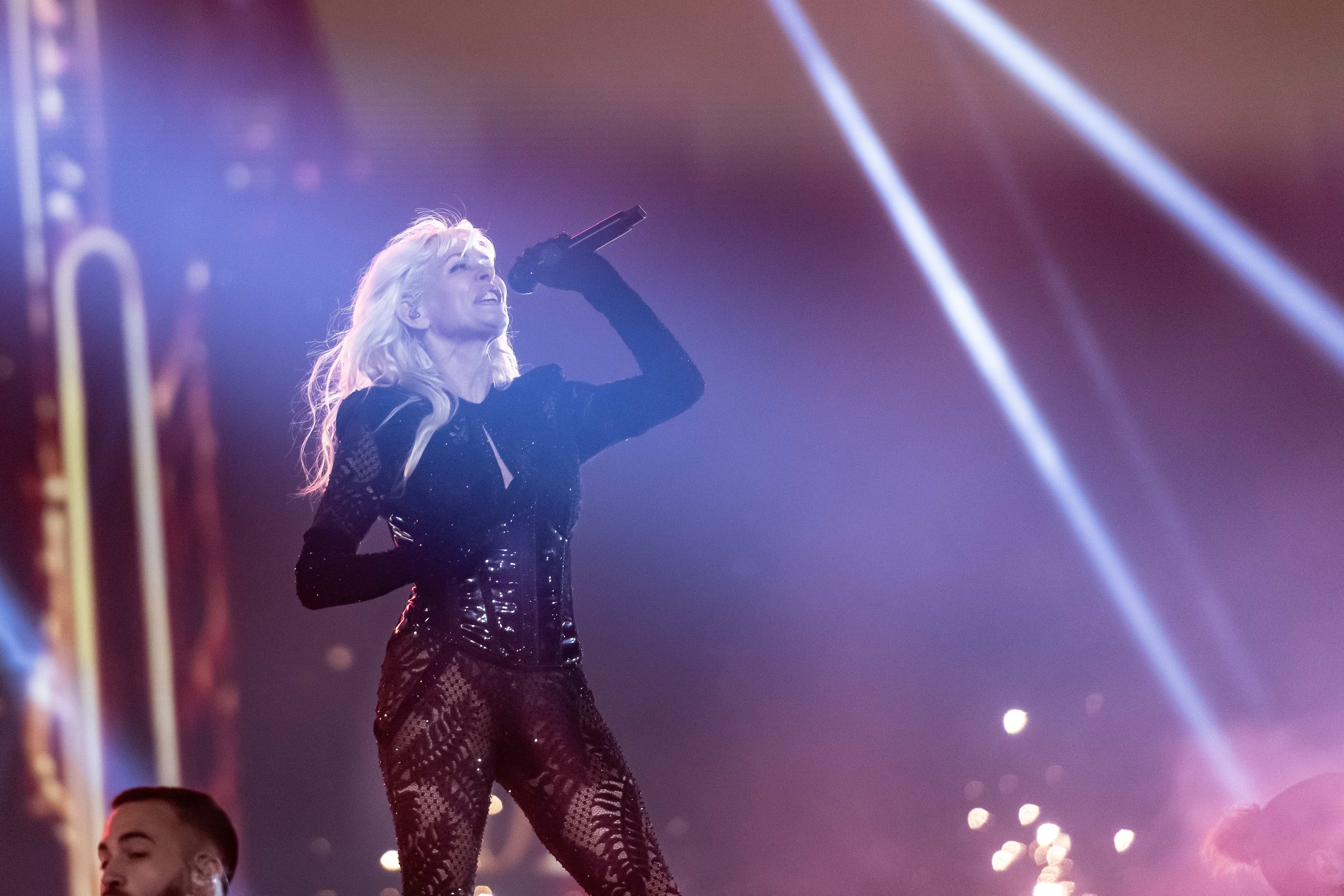
Nebulossa tijdens de finale repetities in Malmö.

Spanje nam deel aan het Eurovisiesongfestival 2024 in Malmö, Zweden. Het was de 63ste deelname van het land op het Eurovisiesongfestival. RTVE was verantwoordelijk voor de Spaanse bijdrage voor de editie van 2024.

## Benidorm Fest 2024
Op 27 juli presenteerde de Spaanse omroep de plannen voor het aankomende Eurovisiesongfestival. De Spaanse omroep RTVE maakte bekend dat de finale van Benidorm Fest 2024 op zaterdag 3 februari plaats zal vinden. De halve finales vinden plaats op dinsdag 30 januari en op donderdag 1 februari. Aan de halve finales nemen 16 acts deel waarvan de helft doorstoot naar de finale. Op 12 november werden de zestien kandidaten bekend van Benidorm Fest. De deelnemende liedjes werden een maand later bekend gemaakt; op 14 december. Tijdens de finale op 3 februari ging Nebulossa er met de winst van door met het nummer Zorra. Het duo bestaande uit María Bas en Mark Dasousa kreeg de voorkeur van de televoters en was gedeeld eerste bij de vakjury. In 2023 deed het duo al mee aan de voorrondes van San Marino, maar zonder succes. Dit jaar mag Nebulossa Spanje naar de hogere regionen proberen te zingen in de finale. 
Na het succes van Chanel in Turijn (voor het eerst sinds 1995 in de top 3) werd in Liverpool slechts de 17e plaats behaald door Blanca Paloma. Het lied ‘Eaea’ haalde 95 punten via de jury’s, maar slechts 5 via de televoting (in zijn geheel afkomstig via de internationale online stemming).

### Uitslag finale
03 februari 2024
| Plaats | Artiest        | Lied                              | Expertjury | Demoscopischejury | Televoting | Totaal |
| ------ | -------------- | --------------------------------- | ---------- | ----------------- | ---------- | ------ |
| 1      | Nebulossa      | Zorra                             | 86         | 30                | 40         | 156    |
| 2      | St. Pedro      | Dos extraños (Cuarteto de cuerda) | 86         | 28                | 25         | 139    |
| 3      | Angy Fernández | Sé quién soy                      | 63         | 35                | 30         | 128    |
| 4      | Jorge González | Caliente                          | 49         | 40                | 35         | 124    |
| 5      | Almácor        | Brillos platino                   | 51         | 20                | 28         | 99     |
| 6      | María Peláe    | Remitente                         | 41         | 25                | 20         | 86     |
| 7      | Sofia Coll     | Here to Stay                      | 29         | 22                | 22         | 73     |
| 8      | Miss Caffeina  | Bla bla bla                       | 27         | 16                | 16         | 59     |

## In Malmö
Als lid van de vijf grote Eurovisielanden mag Spanje rechtstreeks deelnemen aan de grote finale, op zaterdag 11 mei 2024. Ondanks een zeer enthousiast publiek, en populariteit rond de groep, werd Spanje 22ste met 30 punten. 
1961 · 1962 · 1963 · 1964 · 1965 · 1966 · 1967 · 1968 · 1969 · 1970 · 1971 · 1972 · 1973 · 1974 · 1975 · 1976 · 1977 · 1978 · 1979 · 1980 · 1981 · 1982 · 1983 · 1984 · 1985 · 1986 · 1987 · 1988 · 1989 · 1990 · 1991 · 1992 · 1993 · 1994 · 1995 · 1996 · 1997 · 1998 · 1999 · 2000 · 2001 · 2002 · 2003 · 2004 · 2005 · 2006 · 2007 · 2008 · 2009 · 2010 · 2011 · 2012 · 2013 · 2014 · 2015 · 2016 · 2017 · 2018 · 2019 · 2020 · 2021 · 2022 · 2023 · 2024 · 2025
Albanië · Armenië · Australië · Azerbeidzjan · België · Cyprus · Denemarken · Duitsland · Estland · Finland · Frankrijk · Georgië · Griekenland · Ierland · IJsland · Israël · Italië · Kroatië · Letland · Litouwen · Luxemburg · Malta · Moldavië · Nederland · Noorwegen · Oekraïne · Oostenrijk · Polen · Portugal · San Marino · Servië · Slovenië · Spanje · Tsjechië · Verenigd Koninkrijk · Zweden · Zwitserland